# SSO
A Single Sign-On (SSO) – Webes egyszeri bejelentkezési módszer, amely olyan speciális formája a szoftveres azonosításnak, ami lehetővé teszi a felhasználó számára, hogy egy adott rendszerbe való belépéskor mindössze csak egyszer azonosítsa magát és ezután a rendszer minden erőforrásához és szolgáltatásához további autentikáció nélkül hozzáfér.

## Megvalósítás
- Oracle (korábban SUN) OpenSSO.
- OAuth

## Kapcsolódó szócikk
- Föderatív azonosság